# ディルク・ボウツ

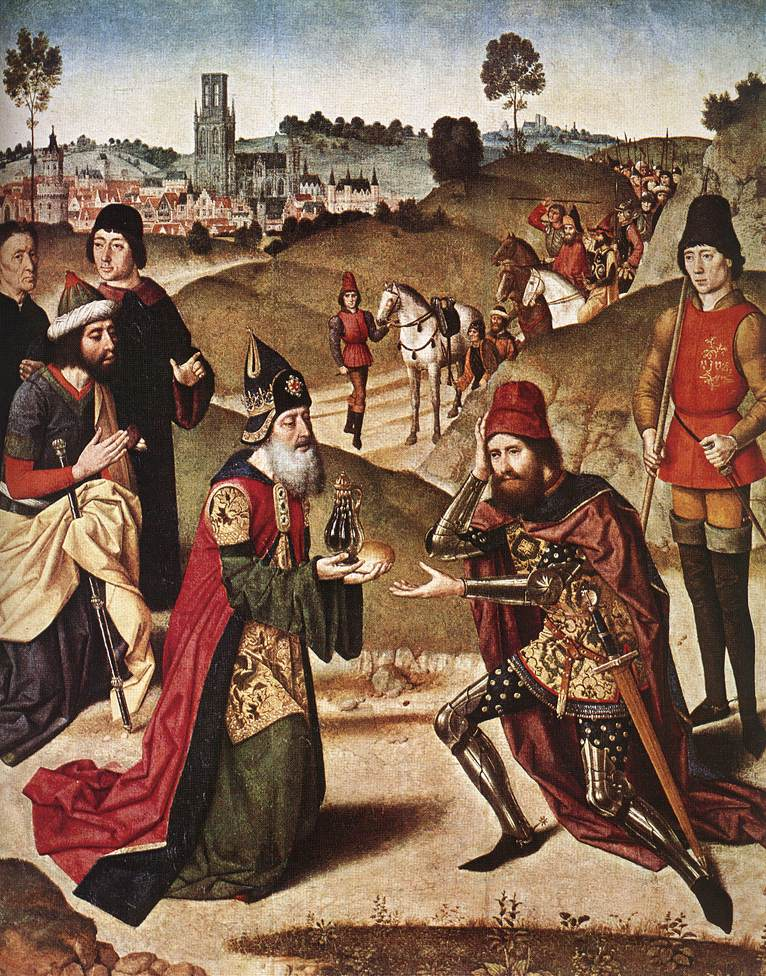
ボウツ作 『アブラハムとメルキゼデクの会見』
聖ペテロ教会, ベルギー, 1464年 - 1467年

ディルク・ボウツ （Dirk Bouts（Dieric、Dieric、Dierickとも）（1410年/1420年頃 - 1475年））は初期フランドル派の画家。オランダ人画家・伝記作家カレル・ヴァン・マンデルが1604年に書いた『画家列伝 (Het Schilderboeck)』によれば、ボウツはハールレムに生まれ、1468年からは画家としてルーヴェンを中心に活躍した。ヴァン・マンデルは『画家列伝』のなかでボウツのことを「ハールレム出身のディルク」「ルーヴェン出身のディルク」と二つの異なった名称で書いてしまっている。ボウツの前半生についてはほとんど分かっていないが、ヤン・ファン・エイク、ロヒール・ファン・デル・ウェイデンに大きな影響を受けており、ウェイデンの弟子だった可能性もある。ボウツの名前が最初に記録されているのは1457年のルーヴェンで、1475年に死去するまでここで活動していた。
ボウツは北ヨーロッパで最初に遠近法における消失点を表現した画家の一人で、それは1464年から1467年の作品『最後の晩餐』で見ることが出来る。ボウツの作品は洗練されているとは言いがたく表現に生硬なところがあるが、表現力は非常に豊かで、バランスよく構成され色彩に満ちたものになっている。

## 1464年までの初期の作品
ボウツの最初の作品といわれるのは1445年の日付が入っているプラド美術館所蔵の『聖母の生涯の三連祭壇画』である。スペイングラナダの王室礼拝堂にある『十字架降架の祭壇画 (Deposition Altarpiece)』もこの時期、1450年から1460年ごろに描かれたと考えられている。現在ベルギー王立美術館、カリフォルニアのJ・ポール・ゲティ美術館、ロンドン・ナショナル・ギャラリー、ノートン・サイモン美術館、そしてスイスのプライベート・コレクションがそれぞれ所有している絵画はもともと『聖餐の秘跡の祭壇画 (Altarpiece of the Holy Sacrament)』として一組の祭壇画だったものが散逸したもので、メトロポリタン美術館に所蔵されている『聖母子』同様、やはりこの時期に描かれた作品となっている。ルーヴル美術館所蔵の『キリストの哀悼』は、この時期の工房の作品である。

## 聖餐の秘跡の祭壇画

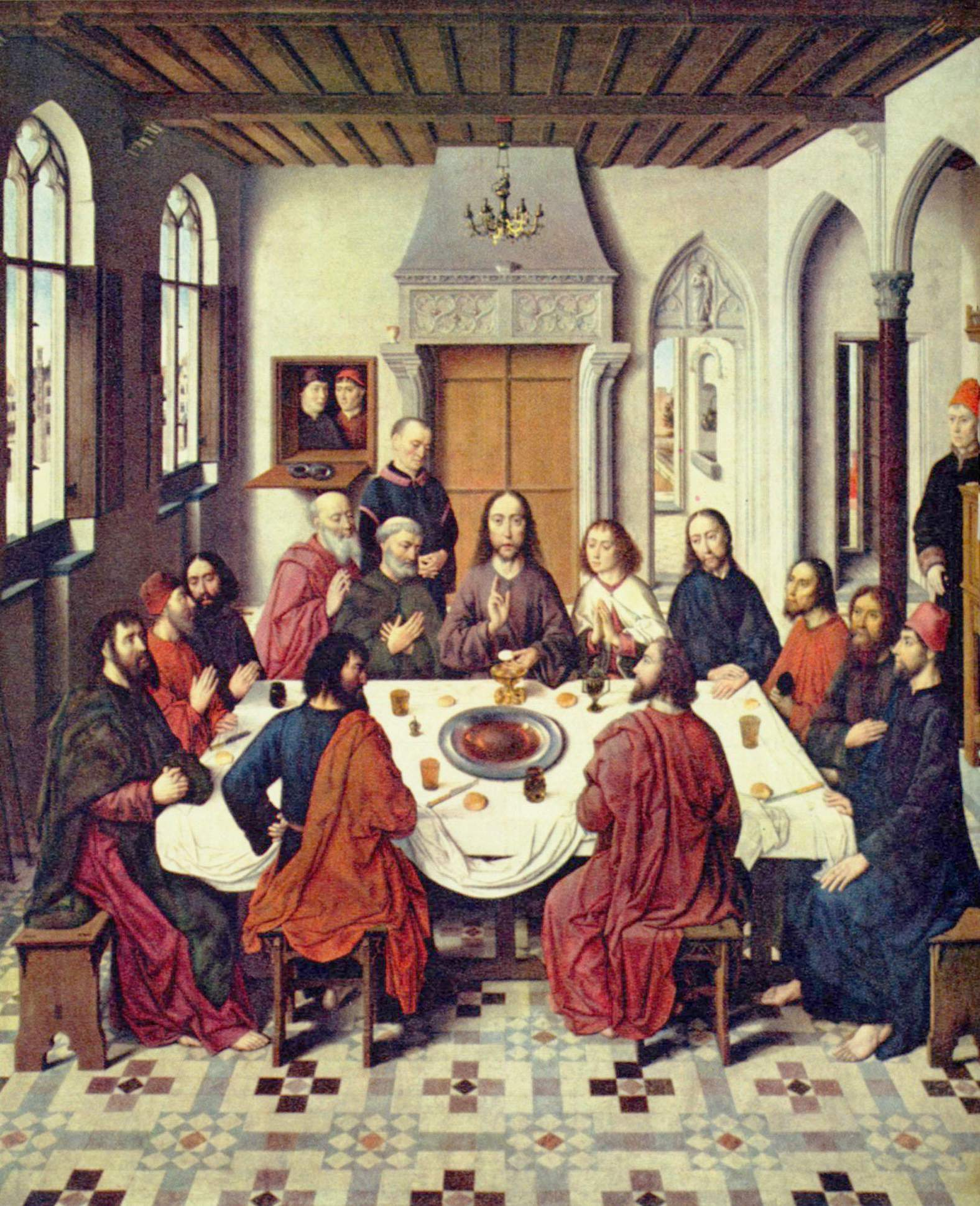
『最後の晩餐』, 1464年 - 1467年

『最後の晩餐 (Last Supper)』は『聖餐の秘跡の祭壇画』の中央パネルで、1464年にルーヴェン・サクラメント協会 (Leuven Confraternity of the Holy Sacrament) の依頼で描かれた。遠近法を用いて室内が表現され、画面に描かれた中央の部屋の壁などの垂直面、交点はイエスの頭上のマントルピースの中央へと収束し、そこに消失点が置かれている。『最後の晩餐』は、北ヨーロッパでペトルス・クリストゥスが1457年にフランクフルトで描いた『玉座の聖母と聖ヒエロニムスと聖フランチェスコ (Virgin and Child Enthroned with St. Jerome and St. Francis)』に次ぎ二枚目の、ルネサンス初期のイタリア人芸術家が完成させた透視図法を用いて描かれた絵画である。
学者たちはこの絵画がフランドルのパネル画で最初に「最後の晩餐」を題材とした作品であることも指摘している。ボウツは『最後の晩餐』を聖書の物語風には描いておらず、イエスがホスチアを聖別するミサの神父であるかのように描いている。この点が、ユダの裏切りやヨハネを慰撫するイエスなどを主題として他の画家たちが物語風に描いた「最後の審判」との大きな相違点となっている。さらに他の「最後の審判」にはあまり見られない、窓から顔をのぞかせている2人と立っている2人計4人の召使を、フランドル風の服装を身につけた状態で描いている。これらの召使はボウツ自身と彼の二人の息子ではないかとされたこともあったが、現在ではこの祭壇画をボウツに依頼した協会の人々を描いた肖像画であると考えられている。

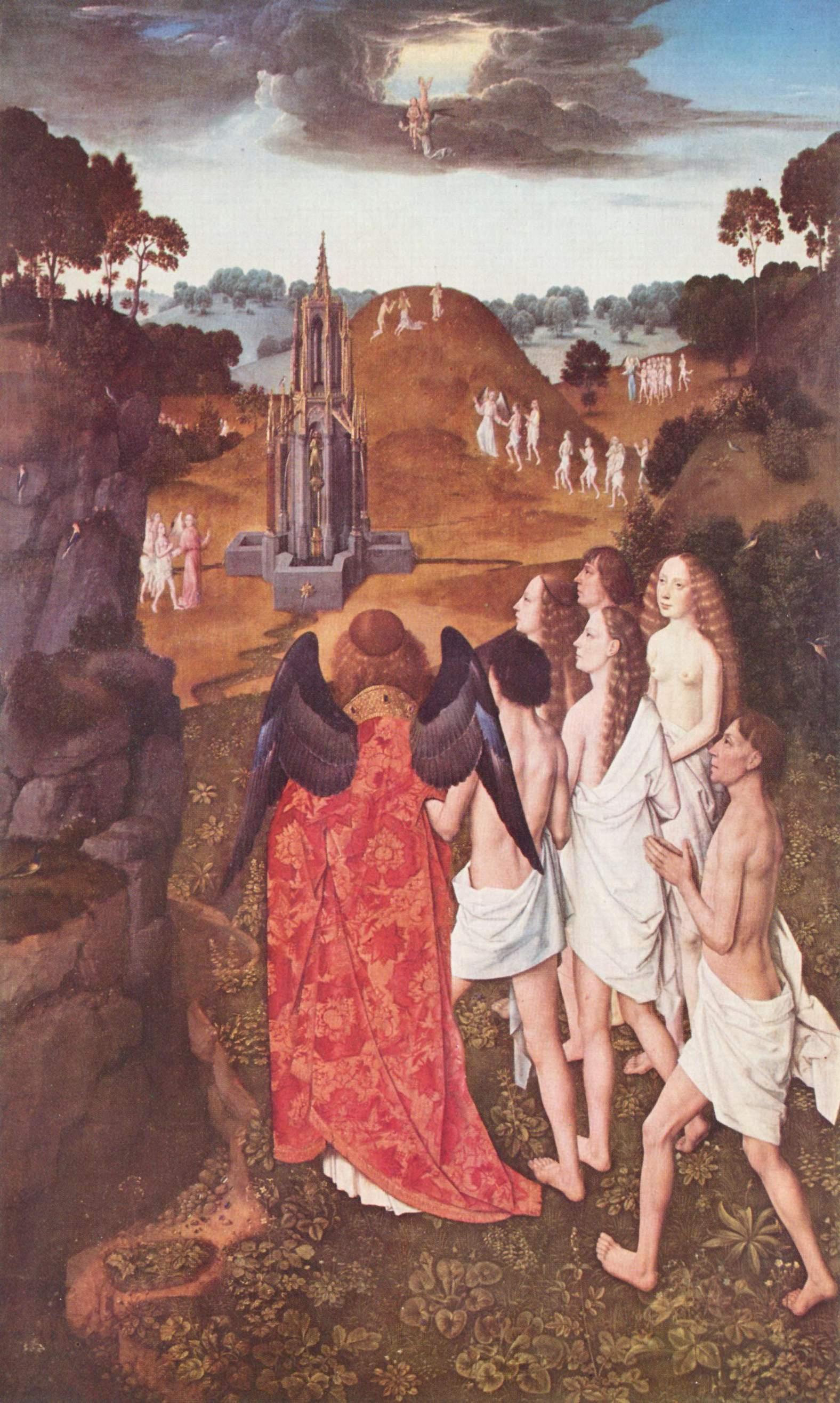
『楽園への道』, 1468年頃

もともとこの『最後の晩餐』はルーヴェンの聖ペトロ参事会教会 (St. Peter's Church, Leuven) にあった祭壇画『聖餐の秘跡』の一部分で、これは『最後の晩餐』を中心として両側に2枚ずつの翼を持つ祭壇画だった。しかし19世紀にベルリンとミュンヘンに両翼が散逸してしまい、現在では完全な復元は難しい。左翼は過越祭とその上部にアブラハムとメルキゼデクが、右翼はマナの収集とその上部に預言者エリヤと天使が描かれていたパネルで構成されていたと考えられている。これらは全て聖書の予型論的解釈によれば、中央パネルに描かれた「最後の審判」の予兆となる事象となっている。

ルーヴェンの都市公認画家になったボウツは1468年にルーヴェン市庁舎 (en:Leuven Town Hall) のための2枚の作品制作を依頼された。1枚目が1468年から1470年に描かれた祭壇画『最後の審判 (Last Judgment)』である。この祭壇画は2枚の翼しか現存しておらず、「楽園への道 (Road to Paradise)」、「呪われた者の墜落 (Fall of the Damned) が現在フランスのリール美術館に、イエスの半身が描かれた中央パネルの断片がストックホルムのスウェーデン国立美術館にそれぞれ所蔵されている。この後ボウツは大きな祭壇画『皇帝オットーの裁判』の依頼を受け、1470年から1475年に死去するまでこの祭壇画の作成に没頭した。ボウツは1枚目のパネルを完成させ、2枚目のパネルにも取り掛かった。どちらのパネルにも神聖ローマ帝国皇帝オットー3世が描かれている。現在ブリュッセルのベルギー王立美術館に所蔵されているが、残りの2枚のパネルは未完成のままである。

## 宗教絵画と肖像画
ボウツの作品と考えられている作品の多くは小さなパネルに描かれた宗教絵画で、主に描かれているのは聖母マリアと幼児イエスを描いた聖母子像である。この主題で描かれた初期の作品として、ニューヨークのメトロポリタン美術館所蔵の『ディヴィスの聖母 (Davis Madonna)』がある。この作品の精巧な模写がフィレンツェのバルジェロ美術館とサンフランシスコ美術館に存在する。この構図は1454年にフランスのカンブレー大聖堂に設置された美しい『慈愛の聖母 (Notre-Dame-des-Grâces)』の原型となった。ロンドン・ナショナル・ギャラリー所蔵の『聖母子像 (Salting Madonna)』は聖母マリアを描いた一連の作品の中でもっとも大きく、大掛かりな作品となっている。
肖像画の分野では、ロベルト・カンピン、ヤン・ファン・エイク、ロヒール・ファン・デル・ウェイデン、ペトルス・クリストゥスらが確立した手法をさらに発展させている。ロンドン・ナショナル･ギャラリーの、1462年の日付がある『男性の肖像 (Portrait of a Man)』は背景の窓越しに風景が垣間見えるように描かれ、モデルが斜めに表現された最初の作品である。また、ボウツの作品であろうと広く認められているメトロポリタン美術館所蔵の『男性の肖像』は後の『皇帝オットーの裁判』に描かれた人物像に似ている。その他にワシントン・ナショナル・ギャラリーやアントワープ王立美術館などに肖像画が所蔵されているが、本当にボウツの作品かどうかははっきりしていない。

## ミュンヘンの絵画

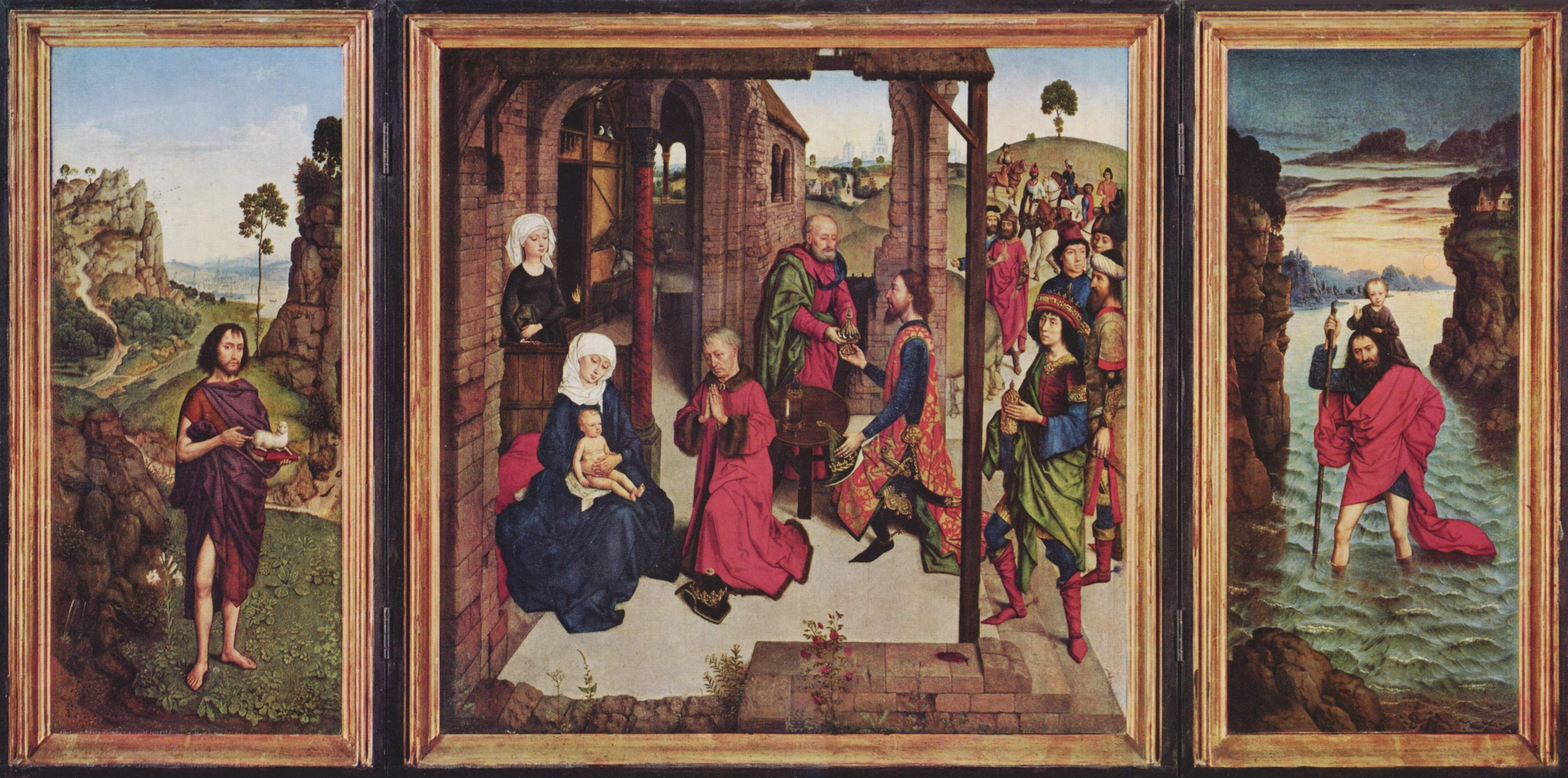
『ブラバントの真珠』, 1467年 - 1468年

ミュンヘンのアルテ・ピナコテーク所蔵の2作の「ボウツ風」作品は美術史家たちを混乱させ続けてきた。1作目は『ブラバントの真珠 (Pearl of Brabant)』と呼ばれる三連祭壇画で、1902年初頭にボウツの正真の作品から切り離されたものだと裏書きされているが、最近の研究でこれは否定されている。もう1作はイエスの受難を題材とした祭壇画を構成していた2枚のパネルで、それぞれ『ユダの裏切り (Betrayal of Christ)』、『復活 (Resurrection)』が描かれている。長期にわたってこれらの作品はボウツの最初期の作品であると考えられていた。しかしパネルを年輪年代学で測定した結果、ボウツが死去する1475年ごろのものであることが判明した。そのため現在ではこの作品をボウツが描いたと考える研究者は少なくなっている。

## その他の作品

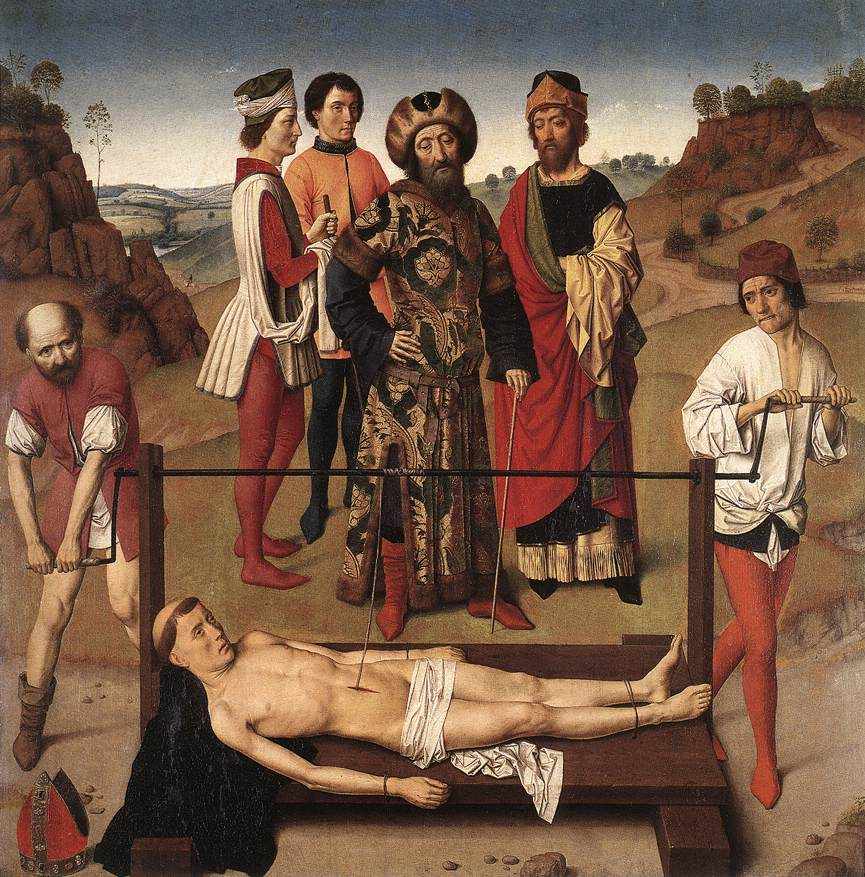
『聖エラスムスの殉教の三連祭壇画』中央パネル, 1458年

間違いなくボウツの作品とされているのは『最後の晩餐』と『皇帝オットーの裁判』以外には存在しない。1468年から1470年ごろの『最後の審判の祭壇画 (Last Judgment Altarpiece)』、1466年ごろの『聖エラスムスの殉教の三連祭壇画 (Martyrdom of St. Erasmus Triptych)』が高い確率でボウツの作品だとされている。その他にボウツの作品ではないかと考えられているものには以下のような作品がある。
- ベルリン美術館（ベルリン） - 『Christ in the House of Simon』、「祈りの聖母」の祭壇画の一部の『キリスト降誕 (Nativity)』
- グルーニング美術館（ブルッヘ） - 『聖ヒッポリュトスの殉教 (Martyrdom of St. Hippolytus)』の三連祭壇画
- 王室礼拝堂（グラナダ） - 『玉座の聖母と4人の天使 (Virgin Enthroned with Four Angels)』
- カルースト・グルベンキャン美術館（リスボン） - 『受胎告知 (Annunciation)』
- ロンドン・ナショナル・ギャラリー（ロンドン） - 『玉座の聖母 (Virgin Enthroned with St. Peter and St. Paul)』
- 宗教美術館（フンシャル）- 『聖大ヤコブ (Saint James the Greater)』
- アルテ・ピナコテーク（ミュンヘン） - 『見よ、神の子羊 (Ecce Agnus Dei)』
- ルーブル美術館（パリ） - 「祈りの聖母」の祭壇画の一部の『キリスト降誕 (Nativity)』、『壁龕の聖母子 (Virgin and Child Enthroned in a Niche)』
- フィラデルフィア美術館（フィラデルフィア - 『モーゼと燃える柴 (Moses before the Burning Bush)
- ボイマンス・ヴァン・ベーニンゲン美術館（ロッテルダム） - 『キリストの半身像 (Bust of Christ)』
- ワシントン・ナショナル・ギャラリー（ワシントン）- 『聖母子像 (Virgin and Child[リンク切れ])』

## 2人の息子
バウツは2度結婚し、4人の子供をもうけた。娘2人は修道院へ入り、息子2人は画家となってボウツの工房を継いだ。長男で父と同名のディルクについてはほとんど知られておらず、1491年に若くして死去するまで父の作風とよく似た作品を描いていたこと程度しかその生涯は分かっていない。弟のアルブレヒト (en:Aelbrecht Bouts) も兄同様に父の作風の影響はあるが、自身の作風で表現した作品を完成させた。アルブレヒト独特の作風は16世紀まで「ボウツ風」絵画を発展させたものとなっている。